# Xã Three Oaks, Michigan
Xã Three Oaks (tiếng Anh: Three Oaks Township) là một xã thuộc quận Berrien, tiểu bang Michigan, Hoa Kỳ. Năm 2010, dân số của xã này là 2.574 người.